# Bệnh dịch hạch thể hạch
Bệnh dịch hạch thể hạch là một trong ba loại bệnh dịch hạch do vi khuẩn Yersinia pestis gây ra. Một đến bảy ngày sau khi tiếp xúc với vi khuẩn, các triệu chứng giống như cúm phát triển. Những triệu chứng này bao gồm sốt, đau đầu và nôn. Các hạch bạch huyết sưng và đau xảy ra ở khu vực gần nơi vi khuẩn xâm nhập vào da nhất. Đôi khi, các hạch bạch huyết bị sưng có thể bị vỡ.
Ba loại bệnh dịch hạch là kết quả của con đường lây nhiễm: bệnh dịch hạch thể hạch, bệnh dịch hạch thể nhiễm trùng huyết và bệnh dịch hạch phổi. Bệnh dịch hạch chủ yếu lây lan từ bọ chét bị nhiễm bệnh từ động vật nhỏ. Nó cũng có thể là kết quả của việc tiếp xúc với chất lỏng cơ thể từ một động vật bị nhiễm bệnh dịch hạch đã chết. Ở dạng bệnh dịch hạch, vi khuẩn xâm nhập qua da qua vết cắn của bọ chét và di chuyển qua các mạch bạch huyết đến một hạch bạch huyết, khiến nó sưng lên. Chẩn đoán được thực hiện bằng cách tìm vi khuẩn trong máu, đờm hoặc dịch từ các hạch bạch huyết.
Phòng ngừa là thông qua các biện pháp y tế công cộng như không xử lý động vật chết ở những khu vực phổ biến bệnh dịch hạch. Vắc-xin chưa được tìm thấy là rất hữu ích để phòng ngừa bệnh dịch hạch. Một số loại kháng sinh có hiệu quả để điều trị, bao gồm streptomycin, gentamicin và doxycycline. Nếu không được điều trị, bệnh dịch hạch sẽ dẫn đến cái chết của 30% đến 90% những người mắc bệnh. Cái chết, nếu nó xảy ra, thường là trong vòng mười ngày. Với điều trị, nguy cơ tử vong là khoảng 10%. Trên toàn cầu có khoảng 650 trường hợp được ghi nhận một năm, dẫn đến ~ 120 trường hợp tử vong. Trong thế kỷ 21, căn bệnh này phổ biến nhất ở Châu Phi.